# Der grüne Kakadu

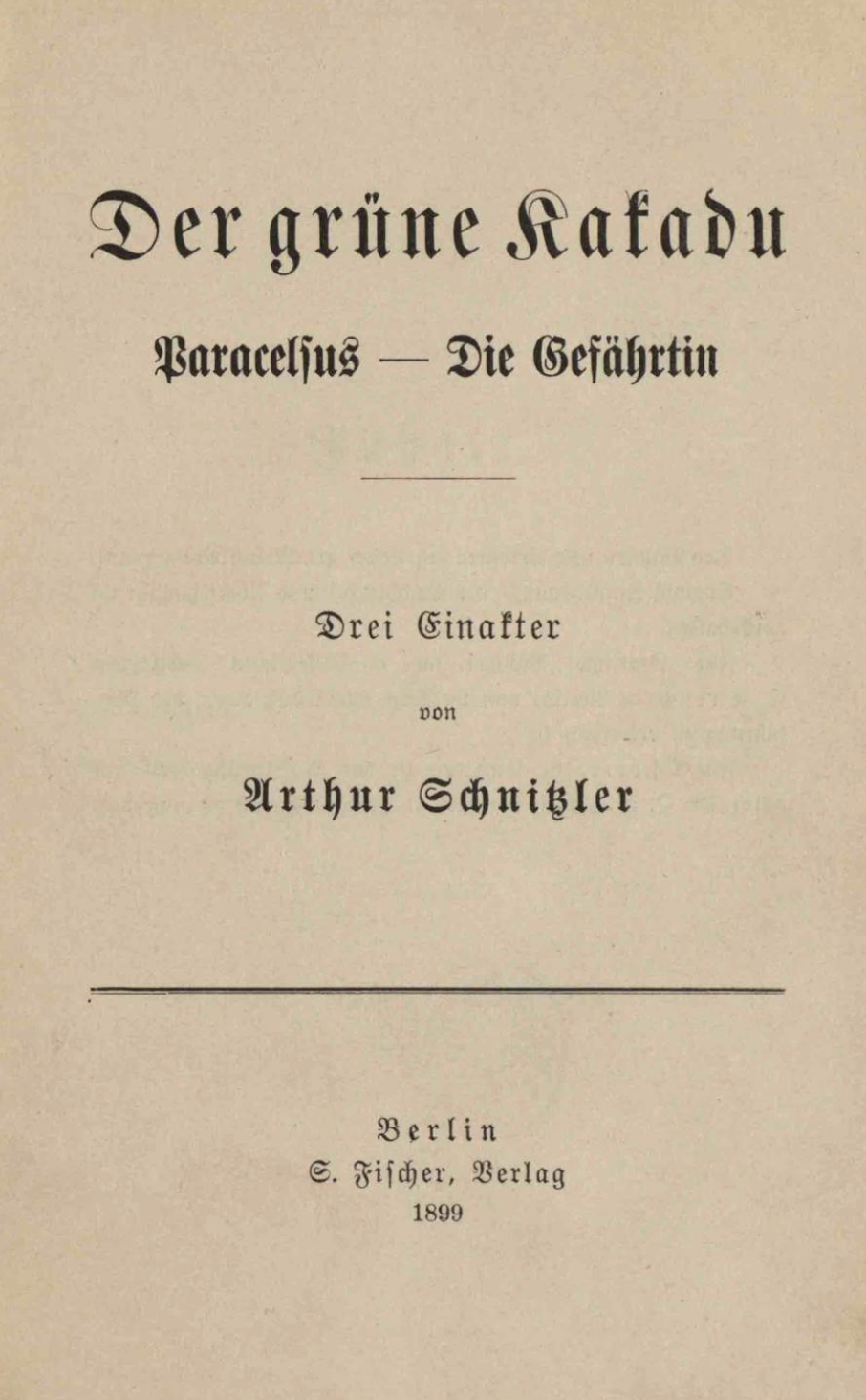
Titelblatt der Erstausgabe

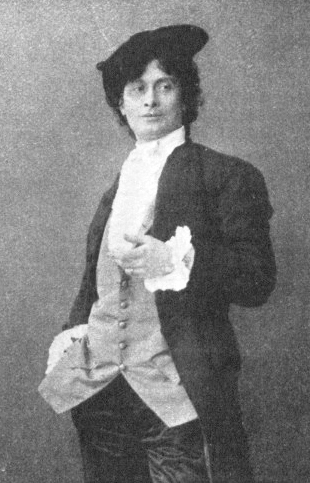
Josef Kainz in der Rolle des Henri (1900)

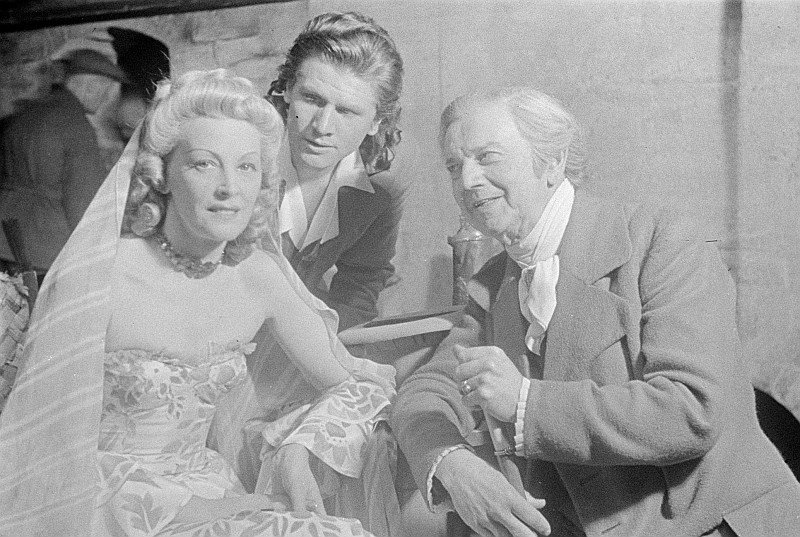
Szene aus Der grüne Kakadu am Renaissance-Theater Berlin, 1945

Der grüne Kakadu ist eine Groteske in einem Akt von Arthur Schnitzler. Sie entstand 1898 und wurde am 1. März 1899, zusammen mit seinen Stücken Paracelsus und Die Gefährtin, am Wiener Burgtheater uraufgeführt. Bereits am 29. April 1899 folgte die Premiere am Deutschen Theater Berlin. Das Stück thematisiert die Ununterscheidbarkeit von Wahrheit und Lüge, von Schein und Sein.

## Inhalt
Paris 1789: Prospère, ein ehemaliger Theaterdirektor, betreibt eine Spelunke namens „Der grüne Kakadu“. Viele erfolglose Schauspieler, Prospères ehemalige Angestellte, sind Stammgäste. Die Kneipe wird aber auch von Adeligen besucht. Diese erhoffen sich dort den angenehmen Nervenkitzel, sich zwischen echten Straßengaunern und anderem Gesindel zu bewegen. Also spielen die Schauspieler Verbrecher. Sie prahlen voreinander mit ihren Gewalttaten. Am 14. Juli, dem Tag des Ausbruchs der Französischen Revolution, dringt nun der reale Aufruhr der Straße in die Szene ein. Realität und Spiel vermischen sich, und für die adligen Zuschauer wie auch für die Darsteller wird es immer schwieriger, Rollen von echten Personen und Spiel von Wahrheit zu unterscheiden.

## Bearbeitung als Oper
Der Komponist Richard Mohaupt adaptierte Schnitzlers Stück und schuf 1954–1956 die einaktige Oper Der grüne Kakadu, deren Uraufführung am 16. September 1958 an der Hamburgischen Staatsoper stattfand (Dirigent: Albert Bittner, Inszenierung: Ulrich Erfurth, Chöre: Günter Hertel, Ausstattung: Helmut Koniarsky).

## Ausgaben

### Erstausgabe
- Arthur Schnitzler: Der grüne Kakadu. Paracelsus. Die Gefährtin. Drei Einakter. Berlin: S. Fischer 1899. online

### Weitere Ausgaben
- Arthur Schnitzler: Anatol. Anatols Größenwahn. Der grüne Kakadu. Mit einem Nachwort von Gerhard Baumann. Stuttgart: Reclam. (=RUB 8399)